# Phare de Hatholmen

Le phare de Hatholmen (en norvégien : Hatholmen fyr)  est un phare côtier situé sur la petite île de Hatholmen, en mer du Nord. Il fait partie la commune de Mandal, dans le Comté de Vest-Agder (Norvège). Il est géré par l'administration côtière norvégienne (en norvégien : Kystverket). L'île se trouve à environ 2 kilomètres au sud de la ville de Mandal, marquant le côté ouest du fjord menant à Mandal. Le côté est du fjord est marqué par le phare de Ryvingen. Il est classé patrimoine culturel par le Riksantikvaren

## Historique
Le phare a été construit en 1867 et a été habité jusqu'en 1984, date à laquelle il a été automatisé. Le phare de 7,2 mètres de haut est en bois peint en blanc avec un toit rouge et il est attaché à une maison de gardien blanche de 1 étage et demi. 
La lumière au sommet se trouve à une altitude de 19 mètres au-dessus de la mer. La lumière émet deux flashs de lumière blanche, rouge ou verte (selon la direction) toutes les 10 secondes. La lumière peut être vue jusqu'à 8,62 milles marins (15,96 km). Le phare n'est accessible que par bateau, mais les bâtiments peuvent être loués pour passer la nuit durant les mois d'été,.

## Caractéristiques dufeu maritime
Fréquence : 2 éclats toutes les 10 secondes (W-R-G)
Identifiant : ARLHS : NOR-108 ; NF-079100 - Amirauté : B3018 - NGA : 1576.

### Lien connexe
- Liste des phares de Norvège